# Ishizuchi-Quasi-Nationalpark
Der Ishizuchi-Quasi-Nationalpark (japanisch 石鎚国定公園 Ishidzuchi kokutei kōen) ist einer von über 50 Quasi-Nationalparks in Japan. Die Präfekturen Ehime, Kōchi sind für die Verwaltung des bereits am 1. November 1955 gegründeten Parks zuständig. Mit der IUCN-Kategorie V ist das Parkgebiet als Geschützte Landschaft/Geschütztes Marines Gebiet klassifiziert.
Im Schutzgebiet liegt mit dem gleichnamigen Berg die höchste Erhebung der Insel Shikoku.